# Lancia Dedra

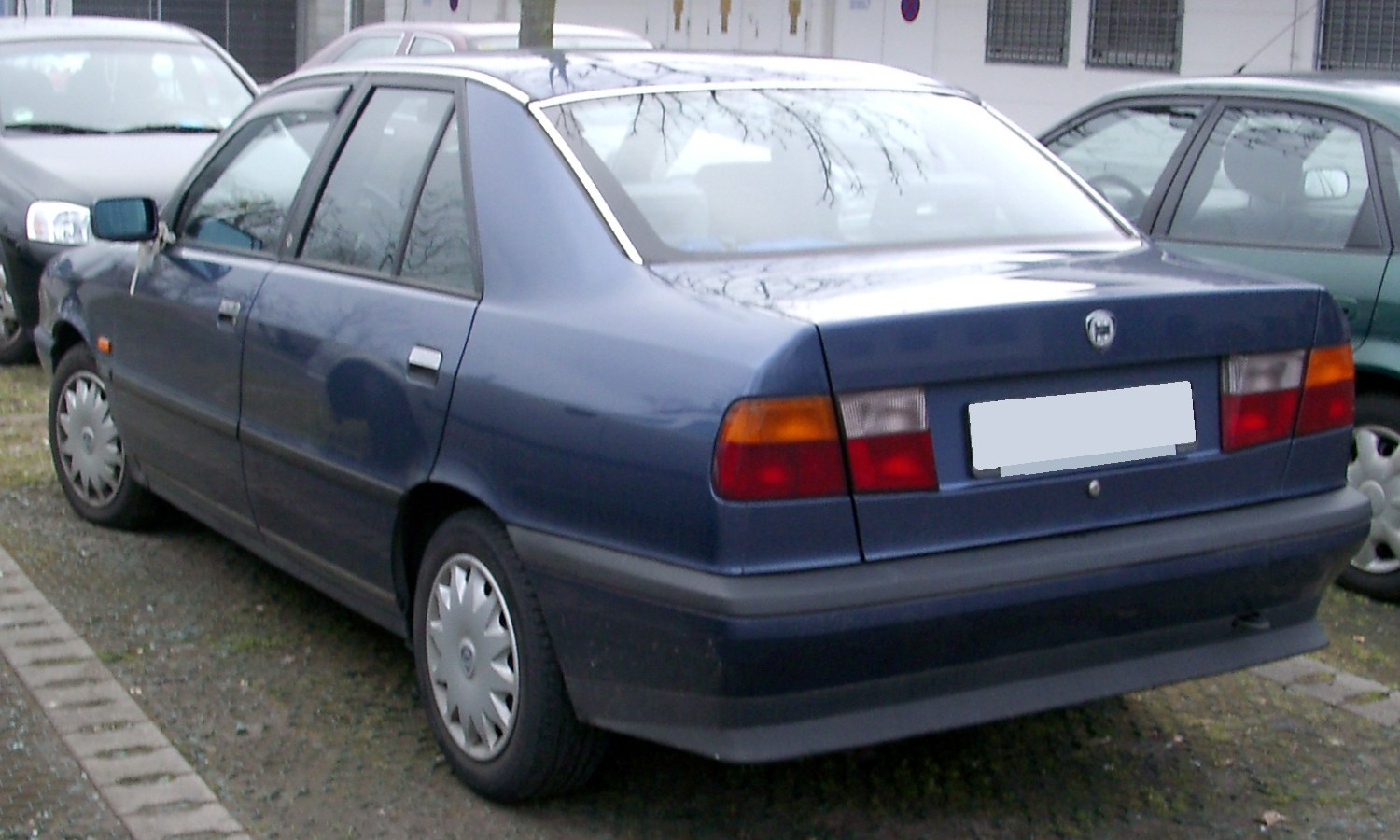
Heckansicht

Der Lancia Dedra (interne Bezeichnung: 835) ist ein Modell der Marke Lancia; es wurde von April 1989 bis Januar 2000 gebaut. Vorgängermodell war der seit Ende 1982 gebaute Prisma. Der Dedra war das Schwestermodell der ab Frühjahr 1993 gebauten zweiten Generation des Delta. Dedra und Delta haben die gleiche Bodengruppe wie die Modelle Fiat Tipo, Fiat Tempra und Alfa Romeo 145, Alfa Romeo 146, Alfa Romeo 155.

## Geschichte
Zunächst gab es den Dedra von Frühjahr 1989 bis Mitte 1994 ausschließlich als Stufenhecklimousine. Mit der Überarbeitung Mitte 1994 wurde das Fahrzeug auch als Kombi unter der Bezeichnung Dedra Station Wagon (kurz SW) produziert. 
Das Serienausstattungsniveau übertraf den damals üblichen Umfang. Lancia erhob den Anspruch, einen Konkurrenten zu Mercedes 190, BMW 3er und Audi 80 geschaffen zu haben. In der Praxis jedoch sahen Kunden den Dedra (auch wegen des vergleichsweise günstigen Anschaffungspreises) eher als Alternative zu VW Golf/Vento, Opel Astra und Ford Escort/Focus.
Bei Modelleinführung war der Wagen fahr- und sicherheitstechnisch vergleichsweise gut ausgestattet, u. a. mit ABS (in allen Fahrzeugen mit Motoren ab 1,8 l Hubraum serienmäßig), Sicherheitsfahrwerk und vier Kopfstützen. Mit der Überarbeitung im Sommer 1994 erfuhr er weitere aufwendige Verbesserungen im passiven (Seitenaufprallschutz, den Karosserieversteifungen, durch das Fire-Prevention-System, stärkere Bremsen) und in der aktiven Sicherheit (Airbag, Gurtstraffer usw.). Diese Ausstattungsmerkmale zählten damals nicht zum Klassenstandard. Ein Beifahrer-Airbag konnte allerdings bis zum Ende der Produktion nicht geliefert werden.
Im September 1999 wurde der Lancia Lybra als Nachfolger des Dedra eingeführt. Wie dieser war er als Stufenhecklimousine sowie als Kombi erhältlich.
Zum Stichtag 1. Januar 2022 waren in Deutschland laut KBA noch 177 Lancia Dedra angemeldet.

## Motoren
Die Motorenauswahl durchlief zahlreiche Änderungen, insbesondere die Ottomotoren waren in vielen Varianten und Ausbaustufen erhältlich. Als Basis wurden Ottomotoren mit 1,6 Litern Hubraum, 1,8 Litern Hubraum, 2,0 Litern Hubraum ohne und mit Abgasturbolader verbaut. Alternativ konnte auch ein Turbodiesel-Motor mit 1,9 Liter Hubraum bestellt werden.
| Modell    | Zylinder/ Ventile | Hubraum  | Max. Leistung                 | Max. Drehmoment       | Leergewicht | Vmax     | Bauzeitraum     |
| --------- | ----------------- | -------- | ----------------------------- | --------------------- | ----------- | -------- | --------------- |
| 1.6 i. e. | 4/8               | 1581 cm³ | 65 kW (88 PS) bei 5800 min−1  | 128 Nm bei 3500 min−1 | 1060 kg     | 180 km/h | 04/1989–04/1990 |
| 1.8 i. e. | 4/8               | 1756 cm³ | 80 kW (109 PS) bei 6000 min−1 | 142 Nm bei 3000 min−1 | 1150 kg     | 192 km/h | 04/1989–04/1990 |
| 2.0 i. e. | 4/8               | 1995 cm³ | 86 kW (117 PS) bei 5750 min−1 | 162 Nm bei 3300 min−1 | 1170 kg     | 200 km/h | 04/1989–04/1990 |

| Modell                  | Zylinder/ Ventile | Hubraum  | Max. Leistung                  | Max. Drehmoment       | Leergewicht | Vmax     | Bauzeitraum     |
| ----------------------- | ----------------- | -------- | ------------------------------ | --------------------- | ----------- | -------- | --------------- |
| 1.6 i. e.               | 4/8               | 1581 cm³ | 57 kW (78 PS) bei 6000 min−1   | 124 Nm bei 3000 min−1 | 1108 kg     | 170 km/h | 08/1989–03/1993 |
| 1.6 i. e.               | 4/8               | 1581 cm³ | 55 kW (75 PS) bei 6000 min−1   | 125 Nm bei 3000 min−1 | 1100 kg     | 172 km/h | 04/1993–06/1994 |
| 1.6 i. e.               | 4/8               | 1581 cm³ | 66 kW (90 PS) bei 5750 min−1   | 127 Nm bei 2750 min−1 | 1140 kg     | 180 km/h | 07/1994–12/1997 |
| 1.6 i. e. 16V           | 4/16              | 1581 cm³ | 76 kW (103 PS) bei 5750 min−1  | 144 Nm bei 4000 min−1 | 1175 kg     | 186 km/h | 01/1998–01/2000 |
| 1.8 i. e.               | 4/8               | 1756 cm³ | 77 kW (105 PS) bei 6000 min−1  | 140 Nm bei 3000 min−1 | 1200 kg     | 187 km/h | 08/1989–03/1993 |
| 1.8 i. e.               | 4/8               | 1756 cm³ | 66 kW (90 PS) bei 6000 min−1   | 128 Nm bei 3250 min−1 | 1200 kg     | 180 km/h | 04/1993–06/1994 |
| 1.8 i. e.               | 4/8               | 1756 cm³ | 74 kW (101 PS) bei 6000 min−1  | 142 Nm bei 2500 min−1 | 1200 kg     | 185 km/h | 07/1994–02/1996 |
| 1.8 i. e. 16V           | 4/16              | 1747 cm³ | 83 kW (113 PS) bei 5800 min−1  | 154 Nm bei 4400 min−1 | 1235 kg     | 195 km/h | 03/1996–07/1997 |
| 1.8 i. e. 16V GT        | 4/16              | 1747 cm³ | 96 kW (130 PS) bei 6300 min−1  | 164 Nm bei 4300 min−1 | 1255 kg     | 203 km/h | 03/1996–01/2000 |
| 2.0 i. e.               | 4/8               | 1995 cm³ | 83 kW (113 PS) bei 5250 min−1  | 156 Nm bei 3300 min−1 | 1180 kg     | 195 km/h | 08/1989–06/1994 |
| 2.0 i. e. automatic     | 4/8               | 1995 cm³ | 85 kW (115 PS) bei 5600 min−1  | 162 Nm bei 3300 min−1 | 1210 kg     | 190 km/h | 03/1993–12/1997 |
| 2.0 i. e. 16V           | 4/16              | 1995 cm³ | 102 kW (139 PS) bei 5750 min−1 | 180 Nm bei 4500 min−1 | 1260 kg     | 210 km/h | 07/1994–02/1996 |
| 2.0 i. e. 16V Integrale | 4/16              | 1995 cm³ | 102 kW (139 PS) bei 5750 min−1 | 180 Nm bei 4500 min−1 | 1395 kg     | 195 km/h | 07/1994–01/1997 |
| 2.0 i. e. HF Turbo      | 4/8               | 1995 cm³ | 119 kW (162 PS) bei 5500 min−1 | 274 Nm bei 3000 min−1 | 1245 kg     | 215 km/h | 04/1991–06/1994 |
| 2.0 i. e. HF Integrale  | 4/8               | 1995 cm³ | 124 kW (169 PS) bei 5500 min−1 | 265 Nm bei 3000 min−1 | 1345 kg     | 215 km/h | 11/1990–06/1994 |

| Modell           | Zylinder/ Ventile | Hubraum  | Max. Leistung                | Max. Drehmoment       | Leergewicht | Vmax     | Bauzeitraum     |
| ---------------- | ----------------- | -------- | ---------------------------- | --------------------- | ----------- | -------- | --------------- |
| 1.9 turbo ds     | 4/8               | 1929 cm³ | 66 kW (90 PS) bei 4100 min−1 | 186 Nm bei 2400 min−1 | 1200 kg (1) | 180 km/h | 04/1989–07/1999 |
| 1.9 turbo ds Kat | 4/8               | 1929 cm³ | 66 kW (90 PS) bei 4200 min−1 | 186 Nm bei 2500 min−1 | 1240 kg     | 180 km/h | 04/1993–01/2000 |

(Die Messwerte in obiger Auflistung sind für die Limousinen-Ausführung gültig, außer: 2.0 16V Integrale – diese Modellvariante war nur als Station Wagon erhältlich)

## Technik
Alle Dedras hatten serienmäßig ein 5-Gang-Schaltgetriebe, mit Ausnahme des 2.0 i. e. Automatic, der ein 4-Stufen-Automatikgetriebe aus dem VW-Konzern erhielt.
Entwickelt war der Dedra als Fronttriebler. Allradantrieb konnte in der ersten Serie in Kombination mit dem 2-Liter-Turbomotor als Integrale geliefert werden, in der zweiten Serie dagegen nur noch als Kombi mit 2.0-16V-Motor. Die Allradtechnik basierte im Wesentlichen auf dem Delta HF Integrale und gilt als sehr robust. Neben dem Dedra findet sich der baugleiche Antrieb auch im Fiat Tempra 4×4 oder dem Alfa 155 Q4.
Außergewöhnlich war das wahlweise erhältliche elektronisch geregelte Fahrwerk (computergesteuerte Dämpfereinstellung zwischen weich und hart, je nach Fahrbahn und Fahrsituation), daneben auch das auf Wunsch digitale (optoelektronische) Armaturenbrett oder die automatische Leuchtweitenregulierung. Im Laufe des Produktionszyklus wurden jene Ausstattungsmöglichkeiten jedoch nach und nach aus den Zubehörlisten beziehungsweise der Serienausstattung gestrichen.

## Dimensionen
Abmessungen (die Integrale-Versionen weisen ein kleineres Kofferraumvolumen und eine abweichende Spurweite an der Hinterachse auf):
- Fahrzeuglänge über alles: 4343 mm
- Fahrzeugbreite (ohne Spiegel): 1700 mm
- Fahrzeughöhe (Limousine mit Originalfahrwerk): 1430 mm
- Fahrzeughöhe (SW mit Originalfahrwerk): 1446 mm
- Spurweite vorn: 1436 mm
- Spurweite hinten: 1415 mm
- Radstand: 2540 mm
- Überhang vorn: 881 mm
- Überhang hinten: 922 mm
- Kofferraumvolumen Limousine: 480 Liter
- Kofferraumvolumen SW: 448 Liter/803 Liter

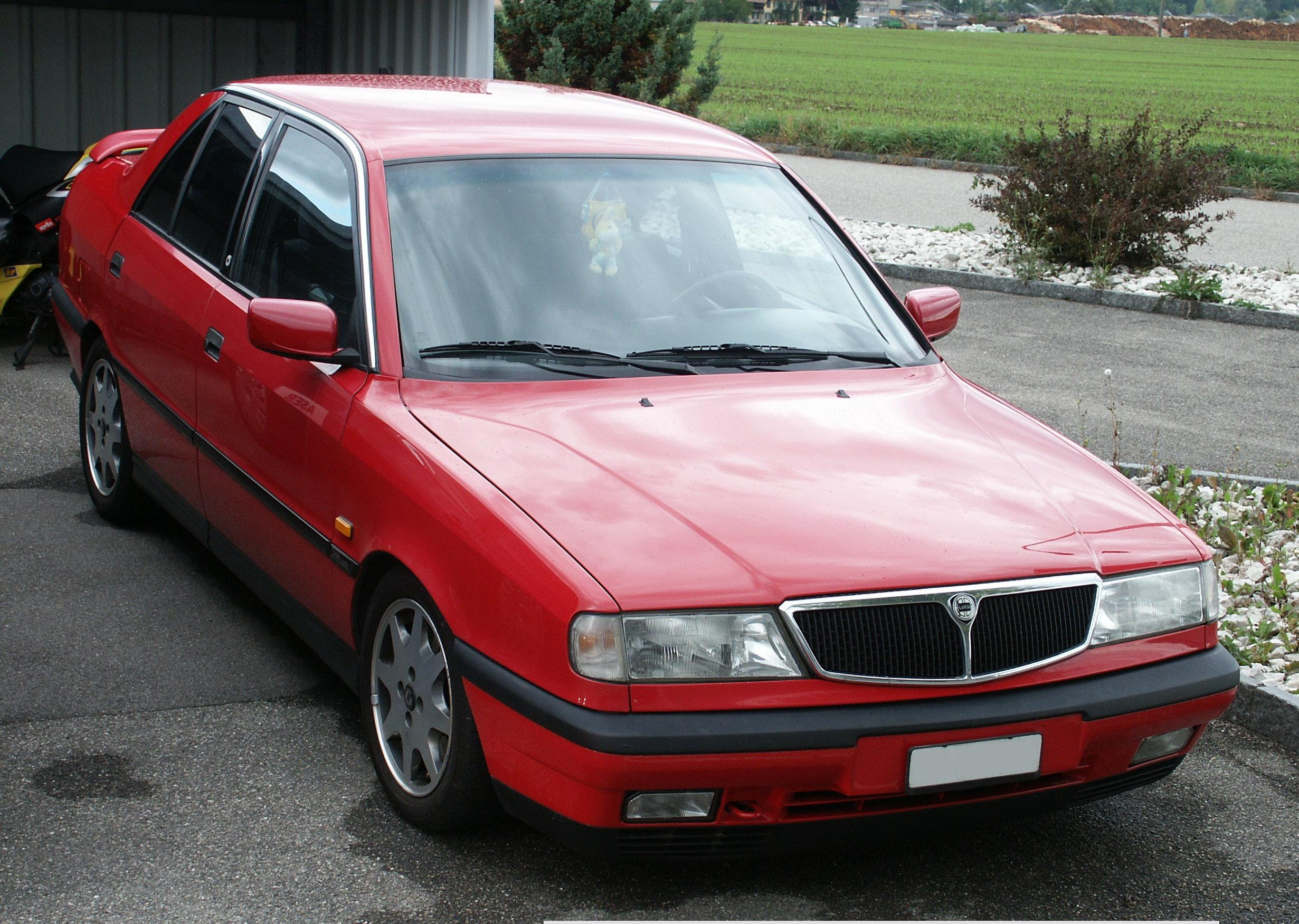
Lancia Dedra Limousine (1994–1997)
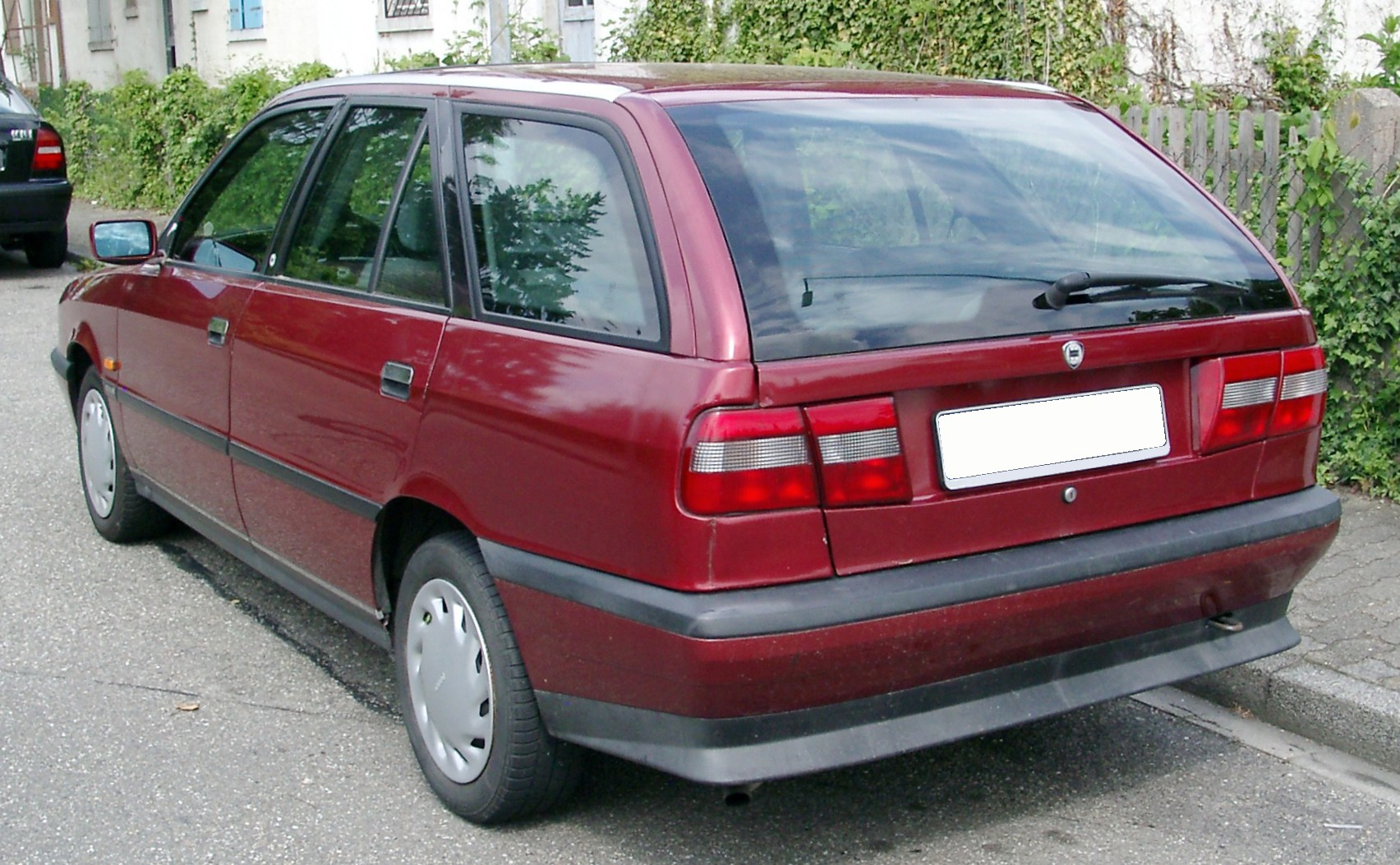
Lancia Dedra Station Wagon (1994–1997)
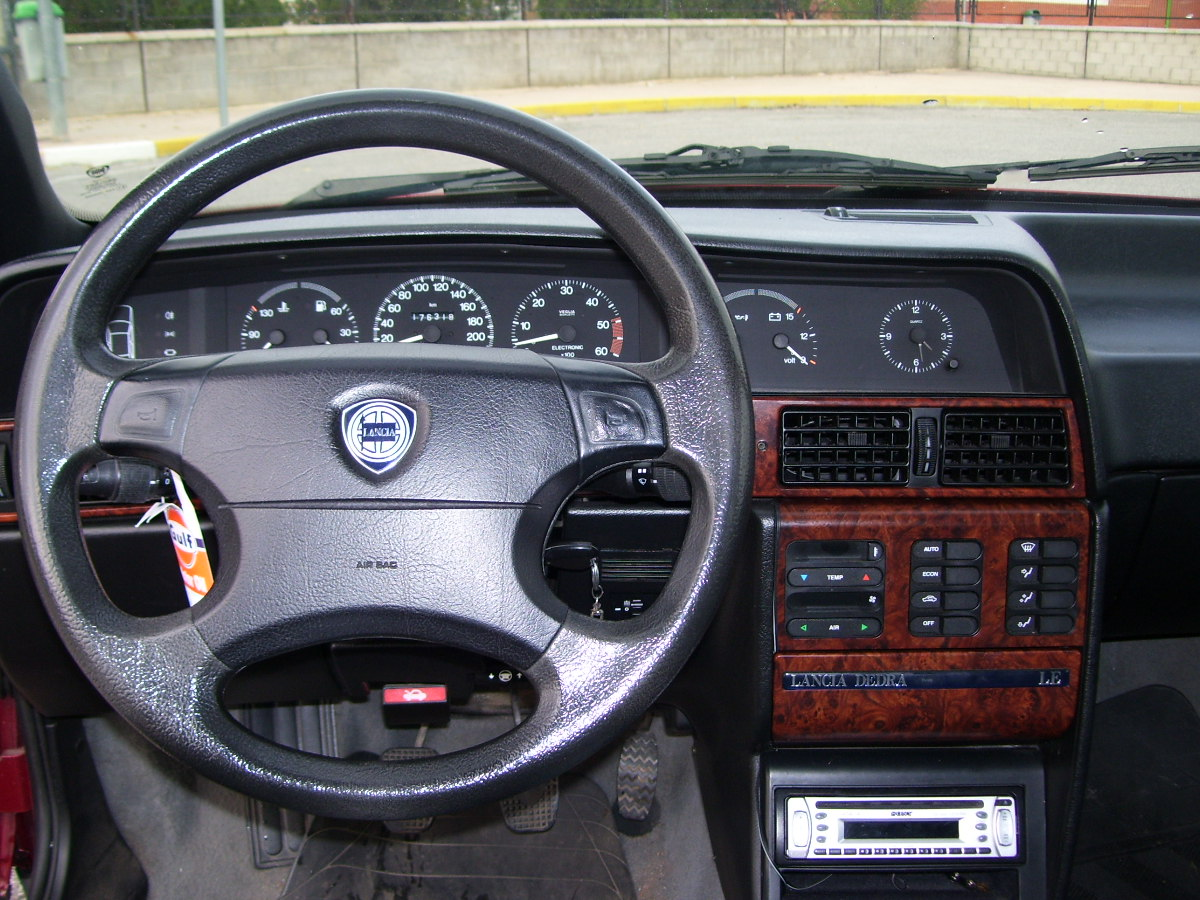
Cockpit
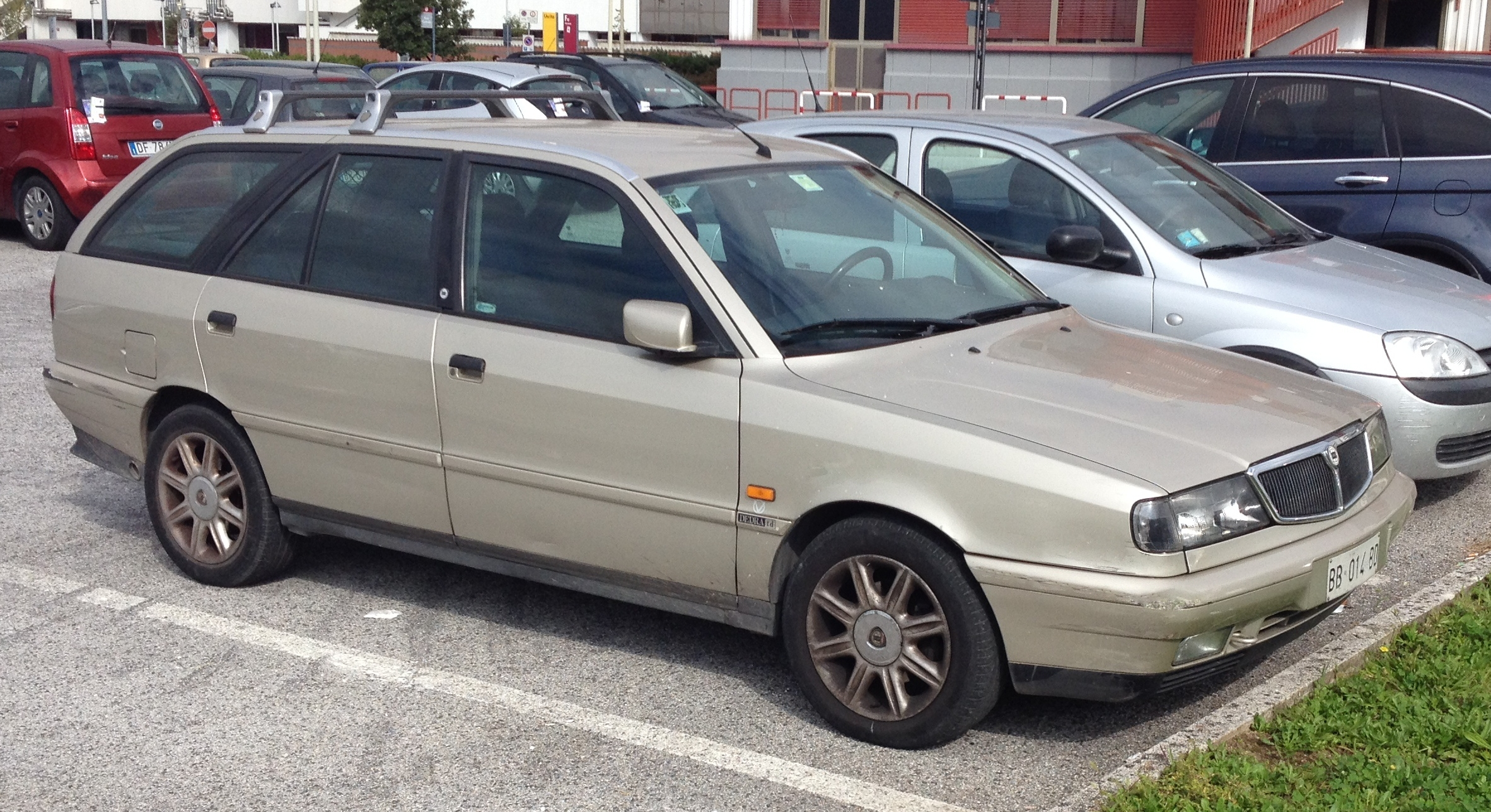
Lancia Dedra Station Wagon (1997–2000)

## Modellhistorie
- 04/89: Vorstellung des Lancia Dedra mit den Motoren 1.6, 1.8, 2.0 und 1.9 tds
- 01/90: Am 2. Januar erfolgte die Einführung auf dem deutschen Markt
- 11/90: Einführung des Integrale
- 04/91: Einführung des Turbo
- 05/92: Einführung des Dedra Automatic
- 10/92: erste kleinere Modellüberarbeitung mit diversen Detailverbesserungen
- 01/93: Sicherheitspaket (Airbag, Gurtstraffer, Seitenaufprallschutz, Karoserieverstärkungen)
- 07/94: große Modellpflege (Serie II); neue Motoren, Entfall der Turbo-Motoren, neue Kombivariante Station Wagon, neue Rückleuchten (jetzt rot/weiß/rot), neue Stoffe, Türverkleidungen aus dem Lancia Delta II (836), neue Ottomotoren, diverse Karosserieversteifungen, Radvollblenden im neuen Design
- 01/95: Wegfahrsperre serienmäßig
- 11/95: kleine Modellpflege, Ersatz der automatischen Leuchtweitenregulierung durch eine manuelle geregelte
- 03/96: 2.0 16V wird nicht mehr angeboten, als Ersatz hat der 1.8 jetzt 96 kW (131 PS)
- 01/97: die Produktion des 2.0 16V Integrale wird eingestellt
- 05/97: neue Stoffe und Teppiche im Innenraum
- 07/97: die Produktion des 1.8 mit 83 kW (113 PS) wird eingestellt
- 12/97: Große Modellpflege (Serie III), neuer Ottomotor (1,6 16V), neue Vorderachse (wie im Fiat Marea, Bravo, Brava und Coupé), Rückleuchten jetzt komplett rot, Scheinwerfer und Blinker vorn schwarz getönt, Armaturenbrett vom Lancia Delta II (836), neue Leichtmetallräder, vollständig lackierte Stoßfänger und weitere äußerliche Retuschen, weiterhin kein Beifahrer-Airbag oder ESP.
- 01/00: Einstellung der Produktion

Modelle auf gleicher Plattform: Fiat Tipo/Tempra, Fiat Bravo/Brava, Fiat Coupé, Lancia Delta II, Alfa Romeo 155, Alfa Romeo 145, Alfa Romeo 146, Alfa Romeo GTV und Alfa Romeo Spider.
Technisch, wenn auch nicht optisch, hat das Fiat Coupé die meisten Gemeinsamkeiten mit dem Lancia Dedra, dicht gefolgt von Fiat Tempra und Lancia Delta II.